# Farmacognosia
La farmacognosia es la ciencia que se ocupa del estudio de las drogas y los principios activos de origen natural: vegetal, microbiano (hongos, bacterias) y animal. La palabra "farmacognosia" proviene del griego y está formada por "φάρμακο" (fármaco, medicamento) y "γνώσης" (conocimiento). Fue utilizada por primera vez por Anotheus Seydler en 1815 en Analecta Pharmacognostica. Estudia tanto sustancias con propiedades terapéuticas como sustancias tóxicas, y otras de interés farmacéutico que puedan tener un uso básicamente tecnológico y no terapéutico. Se considera una rama de la farmacología.
La farmacognosia abarca el estudio de la historia, el cultivo, la recolección, preparación, preservación, comercialización, distribución, identificación y evaluación de los componentes químicos de origen natural, la farmacología y el uso tradicional de esos compuestos o sus derivados para mejorar la salud y el bienestar del ser humano. 

## Historia y evolución
Desde tiempos prehistóricos, los seres humanos han utilizado plantas y sustancias naturales para curar enfermedades, basándose en la observación y la experiencia. Este conocimiento se transmitió de manera oral y estaba vinculado a creencias mágico-religiosas .
Civilizaciones Antiguas: Culturas como la egipcia, china e india documentaron el uso de plantas medicinales. El Papiro de Ebers (1700 a. C.) es uno de los textos más antiguos que recopila información sobre remedios herbales. En la India, el Rig Veda (alrededor de 1500 a. C.) menciona el uso de plantas medicinales.
Desde tiempos antiguos, las plantas han sido utilizadas con propósitos terapéuticos, diagnósticos y preventivos. Civilizaciones como la griega y la egipcia, así como indígenas mexicanos como Juan Badiano y Martín de la Cruz, documentaron la rica tradición de la medicina en México. Hasta hoy, los productos naturales siguen siendo una referencia fundamental en el ámbito de la salud. En la actualidad, la medicina basada en plantas coexiste con otras dos fuentes principales de medicamentos: la síntesis química y la biotecnología.
El Taxol es un fármaco que marcó un hito en la lucha contra el cáncer, derivado de la corteza del tejo del Pacífico (Taxus brevifolia). Este compuesto, conocido científicamente como paclitaxel, fue descubierto en la década de 1960 y se ha utilizado para tratar varios tipos de cáncer, incluyendo el de ovario y mama, gracias a su capacidad para inhibir la división celular al estabilizar los microtúbulos, lo que impide la  mitosis.La Flor de Toloache (Datura innoxia), considerada por algunos como "planta del amor", tiene un uso destacado en la medicina tradicional. Esta planta contiene atropina y hiosciamina, dos alcaloides con propiedades terapéuticas. La atropina es conocida por su efectividad en el alivio de espasmos abdominales, además de ser astringente y broncodilatadora; sin embargo, en dosis elevadas puede provocar el síndrome atropínico. Este compuesto también se utiliza en tratamientos para el mal de Parkinson. La hiosciamina, por su parte, actúa como un antiespasmódico similar al principio activo de medicamentos como la Buscapina.Otro componente notable es la capsaicina, presente en las venas y semillas del chile, que se utiliza en parches y cremas para aliviar dolores neuropáticos debido a sus propiedades analgésicas. Además, se ha descubierto que una molécula derivada de la saliva del monstruo de Gila posee similitudes con una proteína humana que facilita la adhesión de glucosa en sangre. Tras su modificación, esta molécula ha sido empleada en el tratamiento de la diabetes. Por último, la hiedra también ha demostrado tener propiedades que permiten el desarrollo de medicamentos para combatir la tos. 
Como la historia lo muestra hay una gran variedad de fármacos que se han identificado, modificado o sintetizado a partir de productos naturales y su relevancia ha incrementado de manera considerable.
En 2015, el Premio Nobel de Fisiología y Medicina puso de relieve el papel de la Medicina Tradicional China y de los productos naturales descubiertos por la Dra. Youyou Tu. El premio también fue compartido con los doctores Campbel y Omura por el descubrimiento de la avermectina, un producto natural producido por una cepa de Streptomyces para infecciones parasitarias. Las avermectinas son lactonas macrocíclicas con potente actividad antihelmíntica, acaricida e insecticida. Ésta era utilizada para la fiebre, aunque en un principio no sabían que la fiebre era causada por otra enfermedad, que era la malaria. Posteriormente, se desarrollaron derivados semisintéticos como la ivermectina, que difiere de la natural en la estructura del enlace entre los carbonos 22 y 23. Estas modificaciones aumentaron la actividad y seguridad del compuesto.

## Áreas de la farmacognosia
La farmacognosia abarca diversas áreas, incluyendo:
- Metabolismo de las plantas: Estudia cómo las plantas producen compuestos químicos que pueden tener efectos medicinales.
- Acción farmacológica: Analiza cómo estos compuestos afectan al organismo y su potencial terapéutico.
- Acción toxicológica: Investiga los efectos adversos que pueden causar ciertos compuestos naturales.
- Métodos de extracción: Se refiere a las técnicas utilizadas para obtener principios activos de las plantas y otros organismos

## Áreas terapéuticas
- Fitoterapia: Rama del farmacognosia que se sirve de las drogas de origen vegetal para el tratamiento de enfermedades.
- Opoterapia: Rama del farmacognosia que utiliza drogas de origen animal para el tratamiento de enfermedades.[8][9]

## Secuencia de las etapas para la investigación farmacognósica

### Reunión de datos
- Investigación bibliográfica.

- Comparaciones con estudios de otros vehículos.

- Investigación etnobotánica.

### Cultivo y hábitat
- Comentario de las condiciones climáticas.

- Si el cultivo es artificial, se deben favorecer condiciones similares a las naturales. para poder establecer un lugar de origen.

### Recolección
- Debe ser verificado el horario apropiado de recogida para prevenir la pérdida de principios activos.
- Es necesario considerar la edad de la planta, la estación del año, el momento del día y periodo del ciclo biológico.

### Preparado y desecación
- Elimina el exceso de humedad en el vehículo.

- A cortina.

- A sol.

- Compuesto.

- Calefacción.

- Circulación del aire.

- Vacío.

- Enfriamiento junto.

### Estabilización
Son las estrategias adoptadas para prevenir la posible hidrólisis o inactivación de los componentes.
- Calefacción con temperaturas por encima de 70 °C a corto plazo.

- Uso de solventes.

- Irradiación Ultravioleta.

### Molienda
Disminuye el tamaño de la partícula de droga para facilitar su transporte, almacenaje y embalaje.

### Embalaje y almacenaje
Una vez seco y estabilizado el vehículo, debe ser conservado en condiciones adecuadas de presión, humedad y temperatura.

### Extracción
Utilización de técnicas para aislar y extraer el principio activo deseado.
- Infiltración
- Decocción
- Infusión
- Maceración
- Destilación